# Angelo Lorenzo Grazini
Angelo Lorenzo Grazini (* 1701 in Arezzo; † 20. Februar 1790 ebenda) war ein italienischer Kirchenhistoriker und Dichter.
Grazini widmete sich dem geistlichen Stand und erhielt bald nach der Beendigung seines Studiums der Theologie die Leitung des Bischofseminars von Arezzo. Neben seiner beruflichen Aktivität wandte er sich historischen Forschungen zu. Er versuchte sich auch auf dem Gebiet der Poesie. Seine 1761 in der Akademie der Arcadi zu Arezzo, deren Mitglied er war, vorgetragenen Bizarri Contrasti bewiesen sein Talent zur satirischen und scherzhaften Dichtkunst. Seine Untersuchung über die Heiligen, die in früheren Jahrhunderten in Arezzo das Martyrium erlitten haben sollen (Vindiciae S. Martyrum Aretinorum, Florenz 1755), entbehrt indessen einer strengen historischen Kritik. Brauchbare Beiträge zur zeitgenössischen Kirchengeschichte liefert seine Lobrede auf Carlo Filippo Incontri, Bischof von Arezzo (Le Lodi di Monsignore Filippo Incontri, vescovo d’Arezzo, Florenz 1754). Seine völlig ausgearbeitete Geschichte der Bischöfe von Arezzo (L’Istoria cronologica dei Vescovi di Arezzo), für die er gute Quellen benutzte, hinterließ er als Manuskript. 